# シュガー☆ファミリー
『シュガー☆ファミリー』は、萩尾彬による日本の少女漫画作品。『LaLa DX』（白泉社）2005年11月号に読切掲載。その後連載化され、同誌2009年9月号で最終回を迎えた。単行本は花とゆめコミックスから全6巻。

## あらすじ
5歳の時に事故で母親を亡くし、それ以来頼りない父親を支えてきた佐藤夕夏。高校入学を控えたある日、父親が再婚相手を連れてきた。同じ名字を持つ佐藤雅美を一目で「デキる女性」と確信した夕夏は、これで父親の面倒から解放されると喜ぶ…のも束の間、彼女には息子がついてきた。彼の名は佐藤帝一。夢見る乙女の如く「妹」に憧れを抱く高校教師だった。そして新居への引越し早々、未入籍のまま父親と雅美は懸賞で当てた世界一周旅行に出発してしまい、夕夏と帝一は2人暮らしをすることに…。

## 登場人物

### 主要人物
佐藤 夕夏（さとう ゆか）
女子校に通う高校1年生。幼い頃に母親を亡くし、頼りない父親の面倒見を余儀なくされてきた、しっかり者の美少女。料理も上手。突然出来たシスコンの義兄（正確にはまだ違うが）に日常を振り回され、苦労が絶えない日々を送る。甘え下手なところがあるが、いざという時は帝一を頼りにしている。ゴキブリが苦手。女生徒達の反感を避けるため、帝一と義理の兄妹であることは一部の人を除いて秘密にしてある。
佐藤 帝一（さとう たいち）
妹を中心に世界を廻す、23歳の高校教師。親の再婚（未入籍だが）で義妹となった夕夏を溺愛し、夕夏に「お兄ちゃん」と呼ばれることを至福に思っている。寝起きが悪い、酒に弱い、泳げない、幽霊や怪談が苦手、夕夏に無視される度に所構わず落ち込む等々、公私でヘタレ全開だが、夕夏の通う女子校では数少ない若い男性教師であるせいか、女生徒に人気がある。また天然の女タラシでもあるため、頻繁にフラれるにもかかわらず、恋人が途切れない。
病的なシスコンとなった原因は、幼い頃に母親が妹を流産し、それが原因で両親が離婚したことである。自分と母親を捨てた父親とは不仲であり、それ故に「家族」や「妹」という存在に強い憧れを抱いている。
七壬 瑛治（ななみ えいじ）
帝一の高校時代の同級生で親友。女性慣れしたモテ男。元担任の二ノ宮先生と付き合っている。
二ノ宮　玲子（にのみや れいこ）
帝一と七壬の高校時代の担任で、現在は夕夏の通う高校の教師。学校では説教がてら頻繁に帝一に泣きつかれている。子持ちの未亡人で、七壬の恋人。
高梁 祥子（たかはし しょうこ）
夕夏の小学校時代からの友人で同級生。夕夏と帝一が義理の兄妹であることを知っている。
新（あらた）
夕夏と祥子の中学時代の後輩。自由奔放で傍若無人、味方も多いがそれ以上に敵が多い性格。夕夏が好きだが、弟のような存在と思われていることに悩む。賭け事に強い。
最終巻となる6巻で夕夏に告白し大きな賭けに出るが、夕夏が自分を選べなかったことから「・・・じゃあまた いつか」という言葉を残し去っていく。

### その他
佐藤 夏生（さとう なつお）
夕夏の父親。自宅の家電のほとんどが懸賞で当てた品、毎年2、3度は懸賞で当てた旅行に行く、そのせいで何度会社を辞めても路頭に迷ったことがない等々、物凄い強運の持ち主。懸賞で世界一周旅行を当てたため、未入籍のまま雅美と新婚旅行へ出発してしまった。
佐藤 夕子（さとう ゆうこ）
夕夏の母親。元モデルの美女。夕夏が5歳の時に事故で亡くなった。
佐藤 雅美（さとう まさみ）
帝一の母親で夕夏の父親の再婚相手。営業成績トップクラスのキャリアウーマン。
二ノ宮 椿（にのみや つばき）
夕夏と同い年の女子高生で二ノ宮先生の娘。カメラマン志望。
汐見 千秋（しおみ　ちあき）
帝一の異母妹で、帝一そっくりの顔立ちをしている。性格は良くも悪くも天真爛漫。

## 書誌情報
- 萩尾彬 『シュガー☆ファミリー』 白泉社〈花とゆめコミックス〉、全6巻
  1. 2006年9月5日発売、ISBN 978-4-592-18851-3
  2. 2007年6月5日発売、ISBN 978-4-592-18874-2
    - 「チョコレート★クラッシュ」（『LaLa』2003年3月号掲載）を併録。

  3. 2008年2月5日発売、ISBN 978-4-592-18875-9
    - 「ショコラトル」（『LaLa DX』2003年3月号掲載）を併録。

  4. 2008年6月5日発売、ISBN 978-4-592-18876-6
    - 「フェイス オブ フェイク」（『LaLa DX』2002年3月号掲載）を併録。

  5. 2009年2月5日発売、ISBN 978-4-592-18593-2
    - 「KID×BOX」（『LaLa DX』2002年7月号掲載）を併録。

  6. 2009年11月5日発売、ISBN 978-4-592-18594-9